# مونرئال-لا-کلوز
مونرئال-لا-کلوز (به فرانسوی: Montréal-la-Cluse) یک کمون در فرانسه است که در canton of Nantua واقع شده‌است.

## خصوصیات
مونرئال-لا-کلوز ۱۲٫۸۳ کیلومترمربع مساحت و ۳٬۵۲۹ نفر جمعیت دارد و ۵۰۰ متر بالاتر از سطح دریا واقع شده‌است.